# 은척초등학교 황룡분교
은척초등학교 황룡분교는 경상북도 상주시 은척면 황령리에 있었던 초등학교이다.

## 역사
- 1949년 10월 21일 은척국민학교 황룡분교장
- 1968년 9월 11일 황룡국민학교 개교
- 1989년 3월 1일 은척국민학교 황룡분교
- 1996년 3월 1일 은척초등학교 황룡분교
- 2001년 3월 1일 폐교